# Decebal
Script error: The module returned a nil value. It is supposed to return an export table.
Decebal a fost regele Daciei între anii 87-106.

## Statul dac
Dacia s-a aflat la apogeul puterii sale sub regele Decebal. Deși mai restrâns ca arie geografică decât Regatul lui Burebista (82-44 î.Hr.) - cuprinzând Transilvania, Banatul, Oltenia, centrul și sudul Moldovei, noul stat era mai puternic și mai bine organizat. Limitele statului dac în timpul lui Burebista (82-44 î.Hr.) au fost: în nord, Carpații Păduroși; în est, Pontul Euxin; în sud, munții Haemus (Munții Balcani); în vest, Dunărea Mijlocie. Progresele înregistrate în acest timp de societatea dacică erau multiple și importante: o populație numeroasă și grupată în jurul multor dave în care pulsa o vie activitate economică, legături comerciale cu lumea greco-romană, o cultură înfloritoare cu puternice elemente originale.

## Personalitate

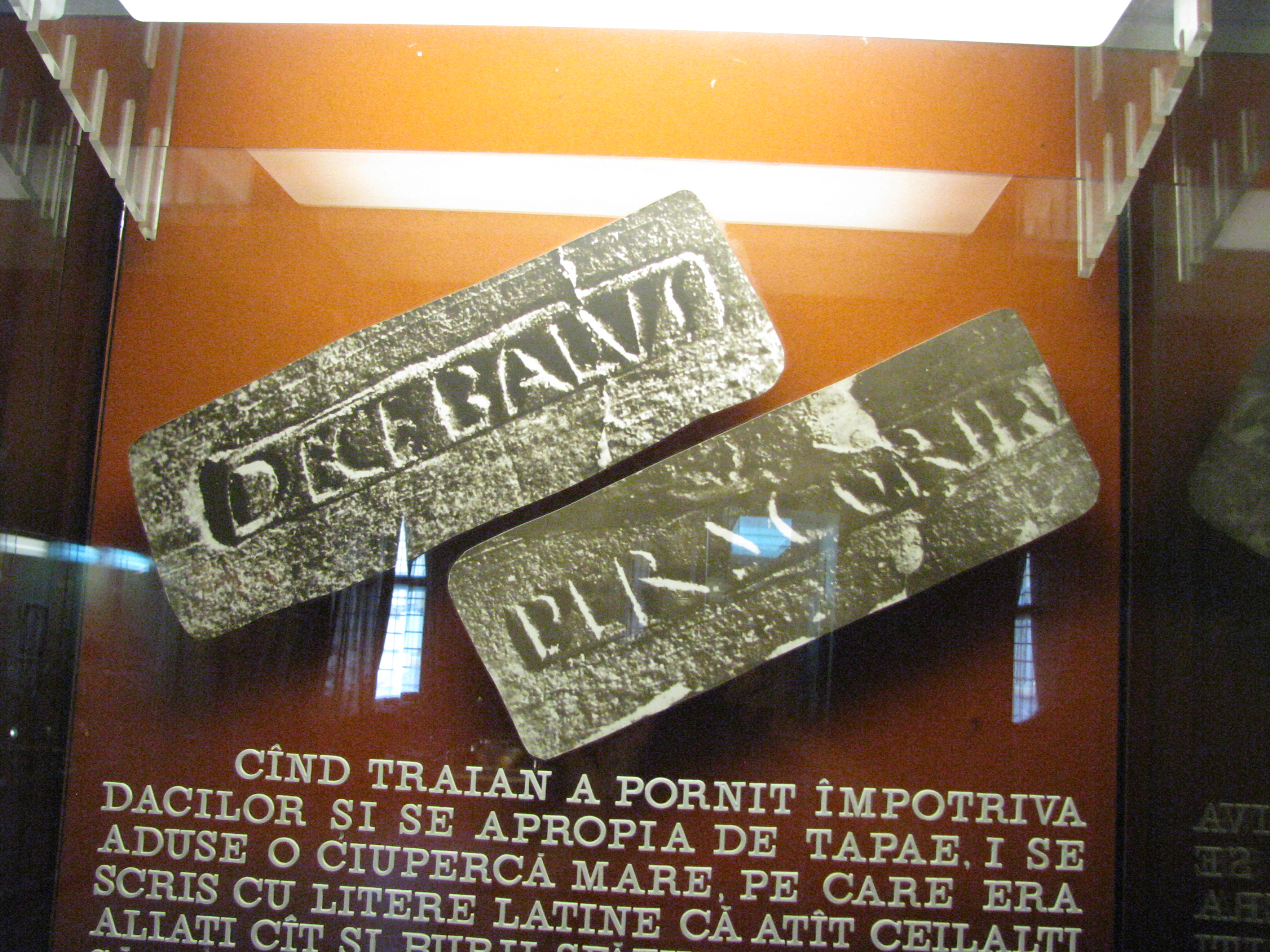
Inscripția „Decebalus per Scorilo”
(Muzeul Național al Unirii Alba Iulia)

Regele Decebal a avut mai multe războaie cu romanii, care îi vor recunoaște abilitățile militare și politice. La începutul secolului III, la aproape 150 de ani de la afirmarea lui Decebal, istoricul roman Dio Cassius făcea regelui dac următorul portret elogios:
Era foarte priceput în ale războiului și iscusit la faptă, știind să aleagă prilejul pentru a-l ataca pe dușman și a se retrage la timp. Abil în a întinde curse, era viteaz în luptă, știind a se folosi cu dibăcie de o victorie și a scăpa cu bine dintr-o înfrângere, pentru care lucru el a fost mult timp un potrivnic de temut al romanilor.
Pe un vas funerar descoperit la Sarmizegetusa Regia se poate citi textul "DECEBALVS PER SCORILO". Unele interpretări îl consideră în limba dacă, posibilul sens fiind de Decebal fiul lui Scorilo, altele în latină, traducerea fiind Decebal prin Scorilo. Alții cred că e vorba de o simplă marcă de olar.

## Începutul domniei
Încă din primul an de domnie, din anul 85, Decebal se confrunta cu o situație dificilă. Roma organizează prima campanie în inima Daciei. Împăratul Domițian, pentru a-l pedepsi pe Decebal, trimite o armată comandată de prefectul Gărzii Pretoriene, Cornelius Fuscus, să treacă Dunărea. Într-un defileu carpatic, Decebal atrage forțele romane într-o cursă. Comandantul roman cade în luptă, iar Decebal duce în Munții Orăștiei prada de război: prizonieri, trofee și stindardul legiunii a V-a. Marea bătălie are loc la Tapae.
La un an de la victorie, în 88, o armată romană condusă de Tettius Iulianus atacă din nou regatul lui Decebal, pătrunzând în Dacia prin Banat. Decebal așteaptă în defilelul de la Tapae. Confruntarea se încheie cu victoria romană. Deși înfrânt de romani, din cauza dificultăților întâmpinate de armatele imperiale în Pannonia în lupta cu quazii și marcomanii, care-l sprijiniseră pe regele dac, Decebal încheie o pace avantajoasă cu împăratul Domițian în anul 89. Decebal era numit client al Romei, iar regatul său, regat clientelar, primea meșteri mineri, instructori militari etc.

## Ani de pace
În schimbul unor subvenții în bani și ingineri, Decebal se recunoaște rege clientelar al Romei și continuă, în următorii 12 ani de pace, să-și consolideze puterea și statul. Procesul de centralizare a statului dac este accelerat, armata este echipată și instruită. Se inițiază un vast program de construcții civile și militare, îndeosebi în regiunea Munților Orăștie. Încearcă să stabilească relații cu popoare și state inamice Romei.

## Primul război dacic
Confruntările dintre daci și romani au reînceput în timpul împăratului Traian. La începutul anului 101, armata romană, condusă chiar de împărat, după ambele pregătiri de aproape 3 ani, a atacat Dacia cu 13-14 legiuni și alte unități auxiliare (în total circa 150.000 de soldați). La 25 martie 101 împăratul părăsește Roma, traversează Dunărea pe poduri de vase la Lederata (Ramna) și Dierna (Orșova) pătrunzând în Dacia prin Banat. Dio Cassius menționează episodul în care burii germanici cu aliații lor îi trimit lui Traian o ciupercă uriașă pe care era scris un mesaj prin care romanii sunt sfătuiți pentru binele lor să se întoarcă la Roma. Are loc bătălia de la Tapae, în vara anului 101, iar Decebal încearcă să oprească înaintarea romană. Bătălia se încheie cu victoria romană.
În iarna și primăvara anului 102, Decebal este înfrânt la Nicopolis ad Istrum și în Dobrogea la Adamclissi. În toamna anului 102, Decebal este silit să încheie o pace zdrobitoare pentru Dacia: regele dac trebuia să dărâme zidurile cetăților, să cedeze o serie de teritorii și să renunțe la orice independență în politica externă.

## Al doilea război dacic

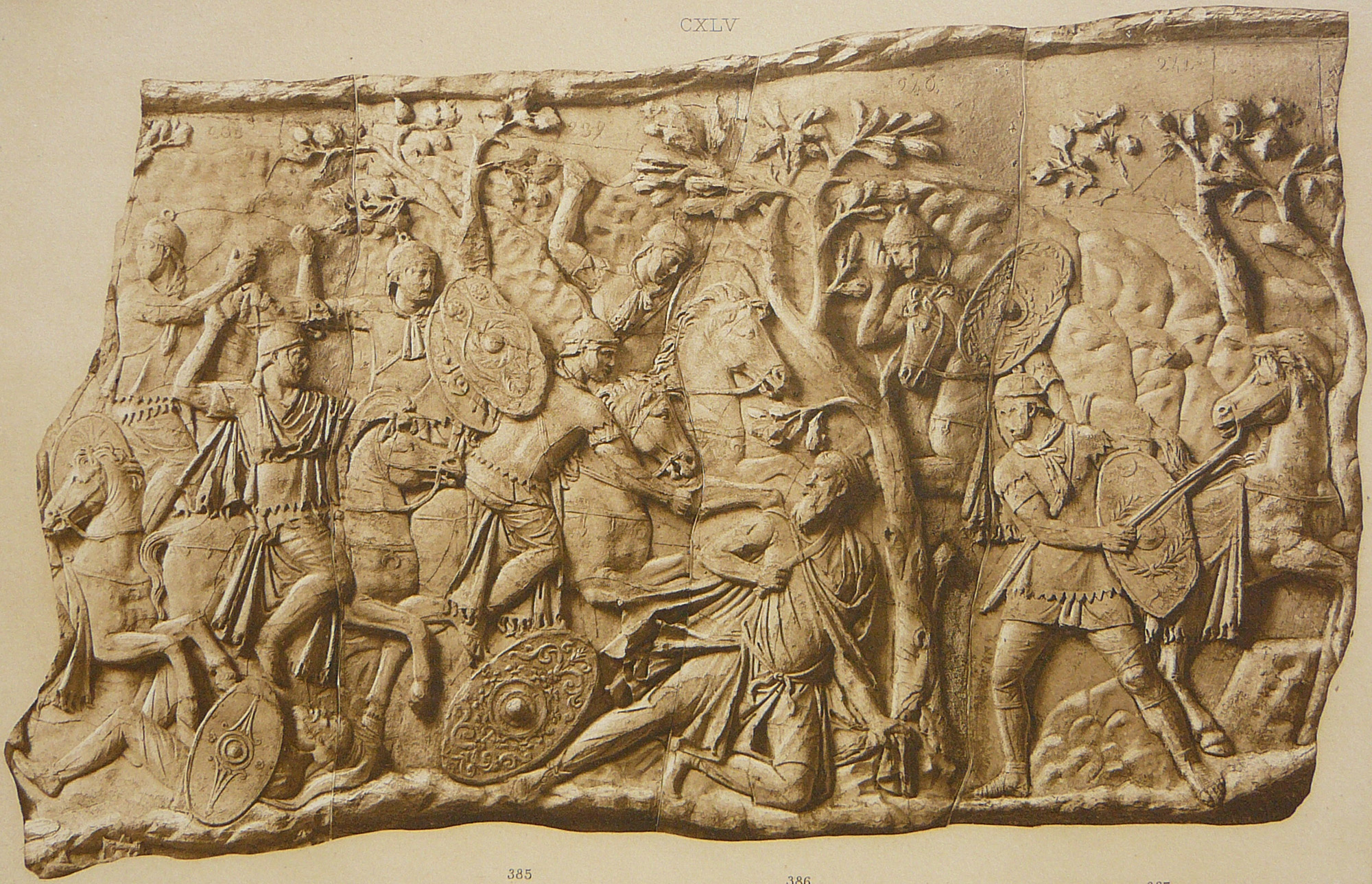
Sinuciderea lui Decebal, detaliu de pe Columna lui Traian, Roma.

Din ordinul lui Traian, Apolodor din Damasc, cel mai vestit inginer al epocii, înalță, între Drobeta și Pontes, în anii 103-105, un pod peste Dunăre, pe care legiunile romane îl trec în vara anului 105, inițiind cel de-al doilea război dacic.
Abandonat de aliați, atacat prin Banat, Valea Oltului și Moldova, constrâns continuu la defensivă, Decebal se retrage în citadela din Munții Orăștiei. După cucerirea puternicelor cetăți care păzeau accesul spre capitală: Blidaru, Costești, Piatra Roșie, Bănița, Căpâlna, Tilișca, legiunile romane încep asediul Sarmizegetusei.
În ciuda rezistenței, cetatea este cucerită și distrusă din temelii. Decebal, împreună cu câteva căpetenii, reușește să părăsească cetatea încercând să continue rezistența împotriva romanilor în interiorul țării. Este urmărit de cavaleria romană și pentru a nu cădea viu în mâinile dușmanului, Decebal s-a sinucis, ceea ce este atestat de stela funerară de la Filippi a lui Tiberius Claudius Maximus, ofițerul care a adus împăratului Traian capul și mâna dreaptă a lui Decebal, la Ranisstorum.

## Urmări
O mare parte a teritoriului statului dac (Transilvania, Banatul și Oltenia) a fost transformată în vara anului 106 în provincie romană numita Dacia Felix, cu capitala situată la 40 de km de vechea capitală (incendiată în războiul dac din 105-106), purtând numele de Ulpia Traiana Dacica Augusta Sarmisegetusa. Muntenia si sudul Moldovei au fost încorporate în provincia Moesia Inferior. După înfrângerea dacilor, Traian a organizat la Roma o festivitate mare și costisitoare, de 123 de zile. Zeci de mii de daci au fost duși în sclavie la Roma, alte zeci de mii de daci au fugit din Dacia Romană pentru a evita sclavia. Detaliile celor două conflicte, grele și sângeroase au fost relatate de istoricul roman Dio Cassius, dar cele mai bune comentarii sunt basoreliefurile de pe Columna lui Traian, construită în Roma de Apolodor din Damasc (în 113), precum și de pe monumentul triumfal de la Adamclissi, din Dobrogea.
Cu ajutorul foarte bogatului tezaur al regatului dac și cu aurul extras din minele de aur de la Roșia Montana, Imperiul Roman se va redresa financiar. Astfel, deși capitala provinciei romane (coloniei) era Ulpia Traiana Sarmisegetusa, cel mai important oraș din teritoriu era Apullum (Alba Iulia), oraș prin care trecea aproape întreaga cantitate de aur ce lua drumul vestic. Tot Dacia va mai oferi Imperiului mai multe legiuni militare alcătuite exclusiv din daci care vor lupta în multe colțuri ale Europei.

## Dubii
În vremea lui Domițian, conducător al Daciei a fost Diurpaneus, sau Dorpaneus. Orosius îl descrie ca fiind „Rex Dacorum”. Acuratețea acestei afirmații nu este confirmată. Nu se știe dacă Diurpaneus era rege al întregului stat dac sau numai al unei părți din el, care era fie o unitate teritorială naturală tribală, fie un teritoriu secesionist, desprins din acesta, condus fiind de o facțiune cu tendințe antiromane, care a condus la provocarea războiului. Atacul inițial a fost condus de Diurpaneus, după care acesta a fost îndepărtat de mai bine cunoscutul Decebalus. Persistă o anumită confuzie cu privire la nume și nu este clar dacă Diurpaneus este aceeași persoană cu Duras care, conform lui Dio, a abdicat în favoarea lui Decebalus, deoarece acesta era un războinic mai priceput.

## Note

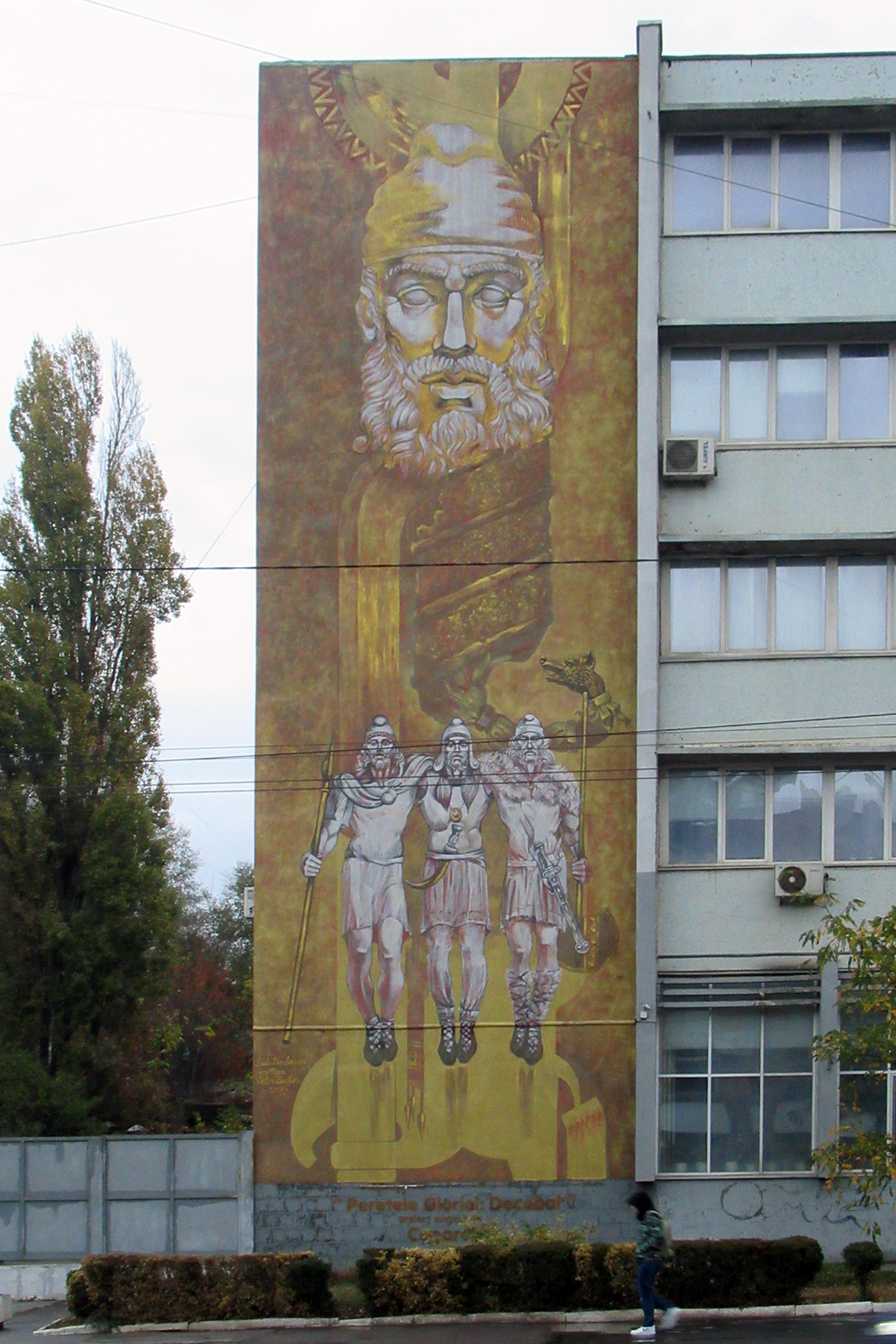
pictură murală „Peretele Gloriei lui Decebal” pe Bulevardul Decebal din Chișinău, pictorul Radu Dumbravă, 2017